# Dru Hill
 (mars 2018).
Si vous disposez d'ouvrages ou d'articles de référence ou si vous connaissez des sites web de qualité traitant du thème abordé ici, merci de compléter l'article en donnant les références utiles à sa vérifiabilité et en les liant à la section « Notes et références ».

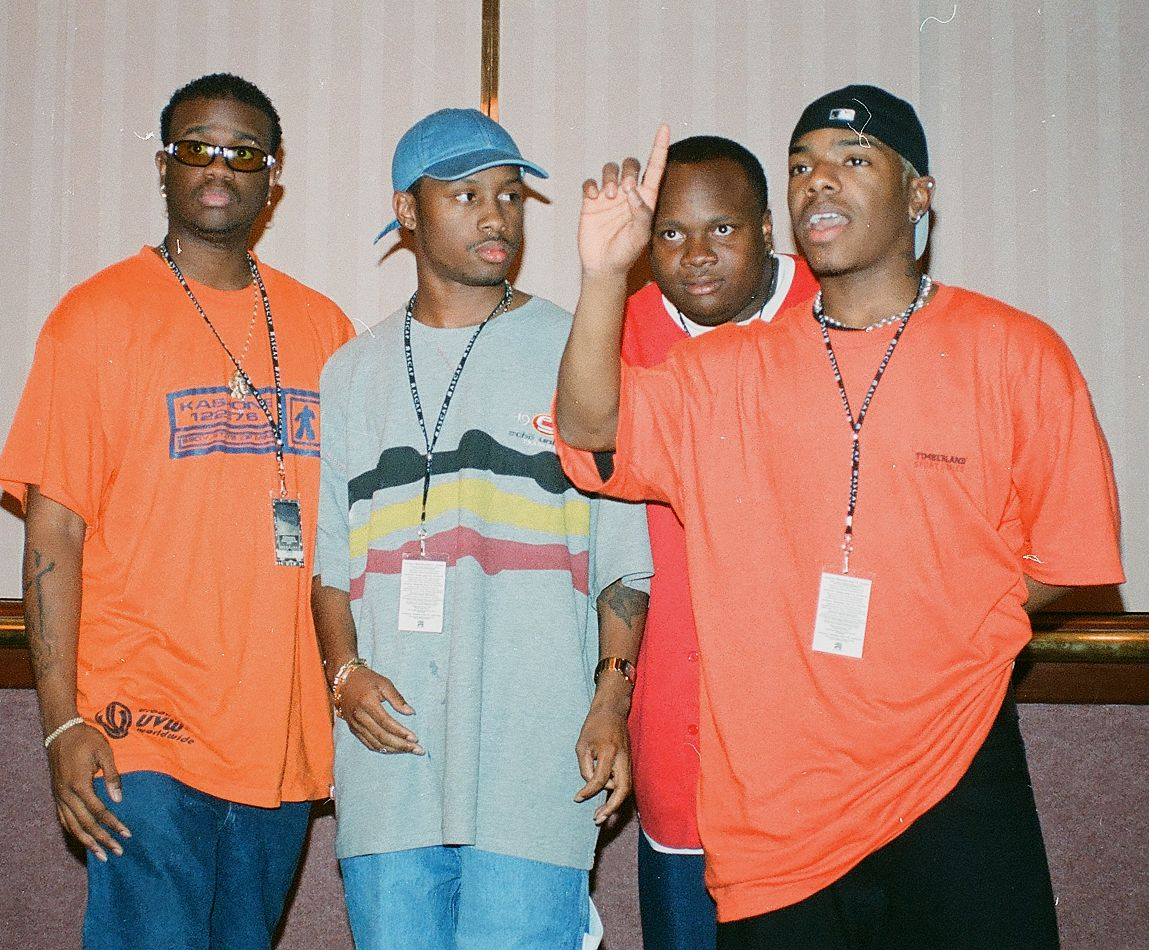
Dru Hill en 1996

Dru Hill est un quartette devenu quintette rnb, soul et gospel américain établi à Baltimore, Maryland et spécialiste en slow jams.
Le fondateur du groupe est Tamir "Nokio" Ruffin mais le leader charismatique est Mark Andrews plus connu sous le nom de scène Sisqo. C'est d'ailleurs grâce à ce dernier que le groupe s'est forgé une solide réputation au sein du label Def Jam. Les autres membres sont Larry "Jazz" Anthony, James "Woody" Green et le tout dernier arrivé Rufus "Scola" Waller.
Le style et la manière de chanter de Dru Hill ressemble beaucoup à celui de Jodeci. Ce qui valut au groupe beaucoup de comparaison avec les Jodeci et de critiques aussi.
Deux de ses membres ont tenté l'aventure en solo, Woody en 2002 mais surtout Sisqo en 1999 avec son album Unleash The Dragon qui connut un très large succès partout dans le monde notamment grâce au single Thong Song (la chanson du string en français). Quant à Nokio, il est devenu consultant et dénicheur de talent pour le label Def Soul (c'est lui qui a découvert le boys band rnb 3rd Storee) qu'il a quitté pour s'occuper du jeune chanteur Trey Songz chez Atlantic Records.
Le légendaire groupe est de retour en 2017 avec un album de Noël.Ils ont également créé leur propre label:
Dru hill Empire.

## Discographie
- Dru Hill (1996) disque de platine
- Enter The Dru (1998) 2x disque de platine
- Dru World Order (2002) disque de platine
- Hits (Best Of) (2005)
- InDRUpendence Day (2010)

## Singles et collaborations
- Tell Me (1996)
- In My Bed et In My Bed - So So Def Remix (feat. Jermaine Dupri & Da Brat) (1997)
- The Beautiful Ones (en duo avec Mariah Carey) (1997)
- Never Make a Promise (1997)
- 5 Steps (1997)
- Big Bad Mama (Foxy Brown feat. Dru Hill) (1997)
- How Deep Is Your Love (feat. Redman sur la b.o. du film Rush Hour (1998)
- There Are The Times (1999)
- Wild Wild West (Will Smith feat. Dru Hill) sur la b.o. du film Wild Wild West (1999)
- You Are Everything - Remix (feat. Ja Rule) (chanson qui figure aussi en bonus track du 1er album de Sisqo) (1999)
- I Should Be... (2002)
- No Doubt (Work It) (2003)
- I Love U (2003)
- Love MD (2009)